# Lusakert (Shirak)
Pour les articles homonymes, voir Lusakert.

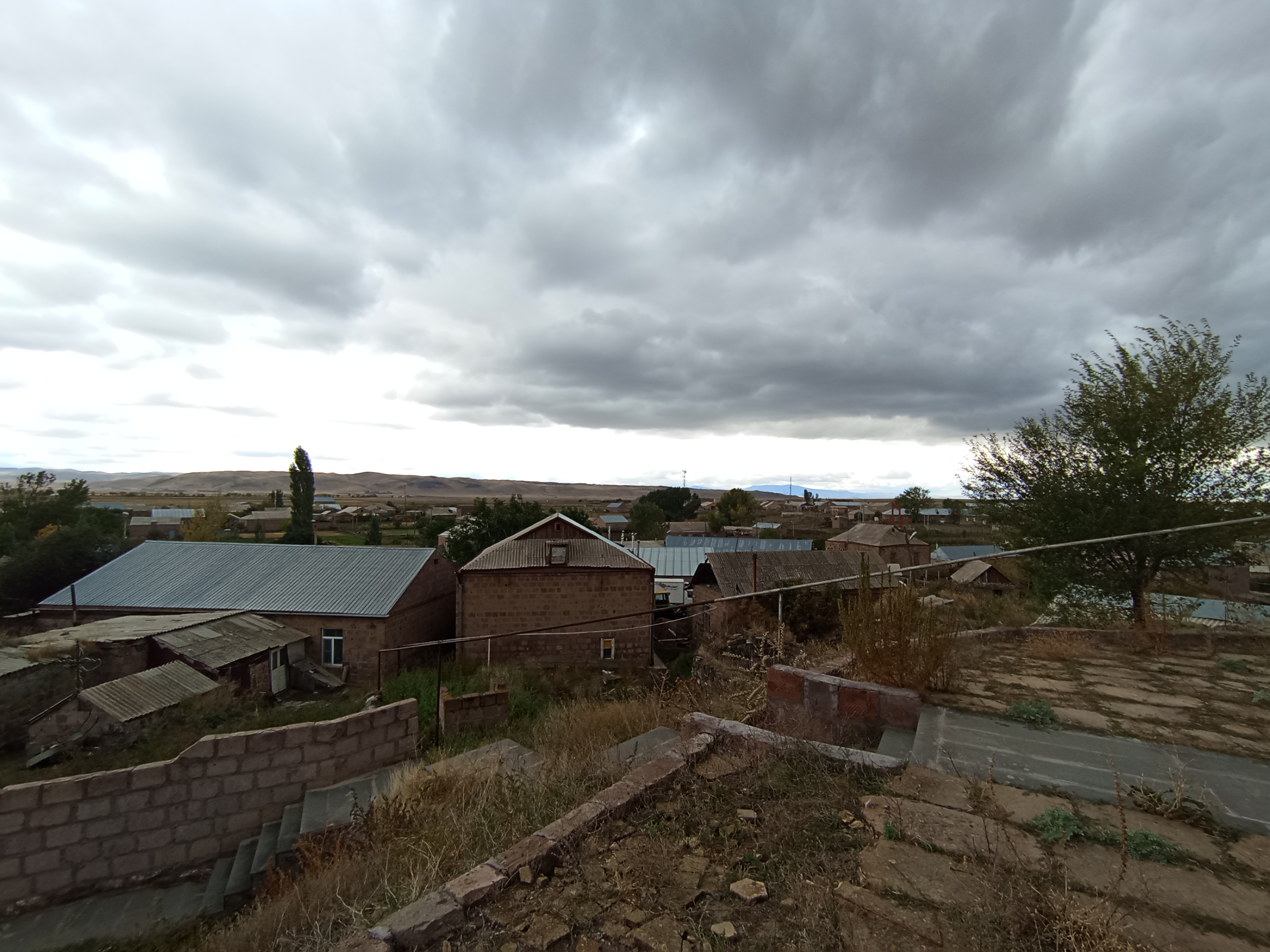
image de Lusakert

Lusakert (en arménien Լուսակերտ) est une communauté rurale du marz de Shirak en Arménie. En 2008, elle compte 751 habitants.